# Denis Diderot
Denis Diderot (Langres, 5. listopada 1713. – Pariz, 31. srpnja 1784.), francuski polihistor, filozof, prosvjetitelj i književnik.

## Životopis
Ušao je u krugove filozofa, literata i slobodnih mislilaca koji su u 18. stoljeću odigrali golemu ulogu u ideološkom pripremanju "trećeg staleža" za obračun s ancien régimeom. Postao je pokretač monumentalnog pothvata koji je bio sinteza znanja epohe, ali i plan za obaranje jednoga preživjelog sustava. Oko Enciklopedije okupio je najbolje umove svoga vremena. Osobno je redigirao svaki svezak, te napisao više stotina članaka. Uz intenzivan 20-godišnji rad na Enciklopediji, napisao je niz važnih filozofskih radova u kojima razvija svoj materijalistički pogled na svijet. Analizirajući u djelu "Saloni" slikarstvo epohe osnivač je umjetničke kritike; prvi je iznio proto-evolucionističke ideje o varijacijama i prirodnom odabiru, te je time preteča Lamarcka i Darwina.  

## Djela
- "D'Alembertov san",
- "Elementi fiziologije",
- "Misli o objašnjenju prirode",
- "Razgovor između D'Alamberta i Diderota",
- "Redovnica",
- "Pismo o slijepcima"...